# José Alberto Veiga Trigo
José Alberto Veiga Trigo (Beja, 7 de Junho de 1951 - Beja, 1 de Outubro de 2024) foi um árbitro de futebol português. Tornou-se árbito da primeira divisão portuguesa na temporada de 1978 a 1979, tendo terminado a sua carreira em 1996, depois de ter participado em cerca de 400 jogos. Também fez arbitragem em jogos internacionais, incluindo um em 1987 entre as selecções nacionais de Malta e de Espanha.

## Biografia
Nasceu em 7 de Julho de 1951, na cidade de Beja.
Começou a sua carreira no futebol como jogador na divisão juvenil do Clube Desportivo de Beja, tendo-se iniciado na arbitragem aos 17 anos, em partidas do liceu de Beja, onde estudava Tornou-se oficialmente árbitro aos 21 anos, a convite do presidente do Conselho de Arbitragem da Associação de Futebol de Beja, Armando Nascimento.
Depois de ter passado uma época na terceira divisão e outra na segunda, estreou-se na primeira divisão na temporada de 1978-1979, tendo o seu primeiro jogo neste escalão sido entre o Belenenses e o Boavista. Esteve em cerca de quatrocentos jogos, em diversos escalões do futebol nacional, incluindo a primeira divisão, a Segunda Liga, as Taças de Portugal, Supertaças, e os jogos de preparação da selecção portuguesa. Em 20 de Fevereiro de 1987 estreou-se num jogo no estrangeiro, entre as selecções nacionais de Espanha e Malta. Teve uma carreira de cerca de duas décadas no futebol nacional, tendo o seu último jogo sido na época de 1995 a 1996, entre o Grupo Desportivo de Chaves e o Sporting Clube de Braga. Tinha uma reputação de árbitro duro, onde aplicava de forma inflexível as regras. Com efeito, o próprio confirmou isto, durante uma entrevista ao Correio Alentejo em 2007: «Uma das minhas bases era combater a indisciplina. E a outra era combater os ‘caceteiros’. Porque havia que proteger os artistas da bola».
Em 1990 foi distinguido pela Câmara Municipal de Beja com a Medalha de Mérito Municipal, no grau prata. Devido ao seu contributo para o futebol no distrito, era sócio honorário da Associação de Futebol de Beja.
Também esteve ligado ao jornalismo, tendo cooperado com a Rádio Voz da Planície e sido um dos fundadores da cooperativa daquele órgão de comunicação. Manteve um especial interesse pela prática do ciclismo, tendo sido condutor de veículos durante a Volta ao Alentejo, e repórter da Rádio Horizonte Algarve, de Tavira, nas competições da Volta a Portugal e Volta ao Algarve.
Faleceu em 1 de Outubro de 2024, aos 73 anos de idade. Estava internado desde 16 de Setembro no Hospital José Joaquim Fernandes, em Beja, devido a um acidente vascular cerebral. Na sequência do seu falecimento, a autarquia de Beja emitiu uma nota de pesar, onde destacou a sua carreira como árbitro, e decretou um dia de luto municipal. A Associação de Futebol de Beja também emitiu uma nota de pesar nas redes sociais. Como forma de luto, a Liga Portuguesa de Futebol Profissional determinou que os jogos das jornadas 7 e 8 da Primeira e Segunda Liga iriam prestar um minuto de silêncio em sua homenagem. O presidente do Conselho de Arbitragem, José Fontelas Gomes, recordou que Veiga Trigo «construiu uma carreira sólida na arbitragem» e que «deixou uma marca indelével, marcando gerações. O seu estilo autoritário e a forma como impunha respeito nas quatro linhas ganharam a admiração de jogadores, treinadores e dirigentes ao longo dos anos».